# الرجل الشجرة

صورة الرجل الشجرة.

الرجل الشجرة (بالإنجليزية: Tree Man) واسمه الحقيقي ديدي (35 سنة)، هو صياد إندونيسي يقيم في إحدي القرى في جنوب جاكارتا، عاش حياته مثل أي شخص في العالم وكانت مهمته صعبة نظراً لأنه يعيل والدته ووالده، ويتجول من نهر إلى آخر بحثاً عن لقمة عيش شريفة من كد يده

## الحالة علمياً
الاسم العلمي للحالة Epidermodysplasia verruciformis، وهي حالة تسمى خلل تنسج البشرة الثؤلولي وتسمى أيضا Lewandowsky-Lutz dysplasia أي خلل التنسج ليفاندوفسكي-لوتس. هي حالة نادرة للغاية تنتج عن طفرة جينية لتتحول إلى مرض جلدي وراثي يرتبط مع ارتفاع مخاطر سرطان الجلد. ويتميز بحساسية غير طبيعية لفيروس الورم الحليمي البشري (HPVs) من الجلد. ينتج عن العدوى بهذا الفيروس ورم بشري غير منضبط يؤدي إلى بقع متقشرة تنمو باستمرار وتخرج إفرازات قيحية، وخاصة على اليدين والقدمين. وعادة ما يرتبط ذلك مع أنواع فيروس الورم الحليمي البشري 5 و8 والتي توجد في حوالي 80 في المئة من السكان كالمعتاد بدون أعراض، على الرغم من أن أنواع أخرى من الفيروسات قد تسهم أيضا.
هذه العدوى -وإن كانت نادرة- فهي عادة ما تكون عند الذين تتراوح أعمارهم بين 1-20 عاماً، ولكن يمكن في بعض الأحيان في الوقت الحاضر في منتصف العمر وتم توثيق الإصابة لأول مرة على يد الطبيبين فيليكس يفاندفسكي وويلهلم لوتز.

## الخلل الجيني
سبب الحالة هو طفرة من النوع HP تسهم في تعطيل الجينات التي تسمى إما EVER 1 أو 2 EVER، والتي تقع مجاورة لبعضها البعض على الصبغي (الكروموسوم) 17. لا يوجد وظيفة محددة لهذه الجينات تماماً حسب ما هو معروف حتى الآن، لكنها تلعب دوراً في تنظيم توزيع الزنك في نواة الخلية. الزنك هو العامل المساعد اللازم لنشاط العديد من البروتينات الفيروسية، ويكمن نشاط الجينات EVER1/EVER2 كما اتضح من خلال الفرضيات التي اقترحت أثناء العلاج، بأنها تقوم بتقييد وصول البروتينات الفيروسية إلى مخازن الزنك الخلوية، مما يحد من نموها.

## حالة واقعية
مرّ ديدي في حالة نادرة لا تحدث إلا بنسبة واحد في المليون تحول رجل أندونيسي إلي شجرة، وبدأ الناس يطلقون عليه لقب الرجل الشجرة وذلك بعد أن أصيب جهازه المناعي بفيروس (HPV)، وكان هذا الرجل قد أصيب بفيروس عندما جرح ركبته وهو في الخامسة عشرة من عمره، الأمر الذي أدى إلى إصابته بنقص المناعة وأصبحت أطرافه تتحول إلى ما يشبه جذور النباتات بسبب هذا المرض. وصار جسمه شبيهاً بالجذع، بينما تحولت يداه إلى ما يشبه الفروع. يعيش الأندونيسي ديدي حياة اعتيادية وله بنتان مراهقتان، لكن حالته المرضية تسببت في طرده من العمل وهجر زوجته له. واضطره ذلك للعمل في سيرك مقابل قوته اليومي، ليظهر أمام الناس على أنه حالة نادرة. ورغم أن بعض الأطباء المهتمين بدراسة حالته قاموا بإجراء جراحة لإزالة بعض هذه الزوائد الغريبة ومنابعها في جسده، إلا أنها عادت لتنمو من جديد، وبسرعة كبيرة. ويري دكتور أمريكي أخصائي في الجلد ان هناك أملا في علاج حالته فيما لو سمحت السلطات الأندونيسية بذلك وحصل الرجل الشجرة علي تأشيرة دخول للولايات المتحدة. وشدّ الرجل الشجرة اهتمام اهتمت قناة «ديسكفري» الأمريكية بحالته، وبثت تقريراً مفصلاً عنه، معربة عن أمنياتها بتبني أي طبيب أمريكي لحالته، وعلاجها مجاناً. من ناحيته، قام البروفسور أنطوني جبسبري، من جامعة ميريلاند، بأخذ عينات من جسم ودم ديد، ليظهر أن الأخير يعاني من مشكلة جينية نادرة، ساعدت على زيادة حجم الاورام، ما جعل الفيروس يتمكن من خلايا جسده بالكامل.

## علاجه
ساعدت الخطة العلاجية التي استخدمها الطبيب الأمريكي في جعل ديدي يفقد جذوره بالتدريج وأصبح بعد عدة عمليات جراحية قادراً على استعمال الهاتف أيضا، ويقول الأطباء المشرفون على حالته في مستشفى غرب منطقة يافا في اندونيسيا بأن حالة الرجل الشجرة تقترب من نهايتها. لكن لحسن حظه فان فريق طبي من جامعة ماريلاند الأمريكية حضر إلى اندونيسيا لمتابعة هذه الحالة الغريبة والنادرة وبدأ بعلاجه في اندونيسيا نفسها.
فعلياً لم يتم العثور على علاج متخصص ضد المرض حتى الآن. لكن الخطط العلاجية التي استخدمت مع ديدي تكونت من عدد من العلاجات، ويعتبر (acitretin نصف ملغ / يوم) لمدة 6 أشهر هو العلاج الأكثر فعالية لتحفيز الخلايا على النمو الطبيعي وتوقف الانتشار الفيروسي ويمكن أيضا أن يستخدم الإنترفيرون بشكل فعال مع الرتينوئيدات.
ولعل ما هو أهم من العلاج بعد الإصابة، منح التوعية للمريض، والتشخيص المبكر واستئصال الورم مبكراً لمنع تطور الأورام الجلدية. وعن وضعه الجديد يقول ديدي بأنه سعيد لان بامكانه الآن السير على قدميه وقد يتمكن لاحقا من الزواج بعد ان تركته زوجته التي لم تستطع الحياة معه بعد تطور حالته المرضية رغم انه كان لديهما طفلان.